# Robert I. Francoski
Robert I. (francosko Robert Ier) je bil izvoljeni kralj Zahodnofrankovskega kraljestva, ki je vladal leta 922 in 923, * okoli 866, † 15. junij 923. 
Pred izvolitvijo za kralja je bil grof Poitiersa, grof Pariza in markiz Nevstrije in Orléansa. Na prestolu je nasledil strmoglavljenega karolinškega kralja Karla Preprostega, ki je leta 898 nasledil Robertovega brata Oda. 

## Življenje
Robert je bil rojen leta 866 kot posmrtni sin Roberta Močnega, grofa Anžujskega, in Adelajde Tourske. Brat Odo je bil leta 888 izvoljen za kralja Zahodne Frankovske, ki se je sčasoma razvila v Kraljevino Francijo. Pod Odom je bil za prestolnico kraljestva izbran Pariz. Robert in Odo sta izhajala iz Robertinske dinastije, iz katere je zrasla Kapetska dinastija.
Leta 885 je Robert sodeloval pri obrambi Pariza med vikinškim obleganjem. Odo je Roberta  imenoval za vladarja več grofij, vključno s Pariško, in opata in commendam več opatij. Robert si je zagotovil tudi visok vojaški položaj duxa Francorum. 
Po bratovi smrti leta 898 ni zahteval zahodnofrankovske krone in priznal oblast karolinškega kralja Karla Preprostega. Karel je nato potrdil Robertove položaje in posesti, Robert pa je še naprej branil severno Frankovsko pred napadi Vikingov. Leta 921 je premagal veliko skupino Vikingov v dolini Loare. Poraženci so se spreobrnili v krščanstvo in se naselili blizu Nantesa.

## Vladanje
Mir med kraljem Karlom Preprostim in njegovim močnim vazalom ni bil resno moten do okoli leta 921, ko je Karlova naklonjenost Haganu, nepomembnemu plemiču iz Lotaringije, sprožila Robertov  upor. Ob podpori številnih klerikov in nekaj najmočnejših frankovskih plemičev je Robert prijel za orožje, pregnal Karla v Lotaringijo in bil 29. junija 922 v Reimsu okronan za frankovskega kralja (rex Francorum). 
Robertovi vladavini je nasprotoval vikinški voditelj Rolo, ki se je leta 911 z dovoljenjem Karla Preprostega naselil v Normandiji. Med Robertovo vladavino je Rolo ostal zvest Karlu, ki se ni sprijaznil s svojo odstabitvijo. Zbral je vojsko in krenil proti Robertu in ga 15. junija 923 v bitki pri Soissonsu ubil. Robertova vojska je  kljub temu zmagala in Karla ujela. Kerel je ostal v ujetništvu do svoje smrti leta 929. Roberta je kot kralj nasledil njegov zet, burgundski grof Rudolf, znan tudi kot Raoul. 

## Družina
Robertova prva žena je bila Aelis, s katero je imel hčerki 
- Adelo (ali Adelajdo), poročeno s Herbertom II., grofom Vermandoisa,[10] in
- Emo, frankovsko kraljico, poročeno z burgundskim vojvodom Rudolfom.

Drugič se je poročil okoli leta 890 z Beatriko, hčerko Herberta I., grofa Vermandoisa. Z njo je imel sina 
- Huga Velikega, kasneje duxa Francorum, [1] in očeta kralja Huga Capeta. [1]

## Opomba
1. ↑  Odo in Robert nista univerzalno sprejeta kot Adelajdina sinova.[2]